# Västra Homnatjärnen
Västra Homnatjärnen är en sjö i Ovanåkers kommun i Hälsingland och ingår i Ljusnans huvudavrinningsområde. Sjön har en area på 0,146 kvadratkilometer och ligger 182,2 meter över havet.

## Delavrinningsområde
Västra Homnatjärnen ingår i det delavrinningsområde (680225-149120) som SMHI kallar för Ovan VDRID = Vegan i 680291-149266s vattendragsyta. Medelhöjden är 238 meter över havet och ytan är 2,65 kvadratkilometer. Räknas de 5 avrinningsområdena uppströms in blir den ackumulerade arean 26,95 kvadratkilometer. Vattendraget som avvattnar avrinningsområdet har biflödesordning 3, vilket innebär att vattnet flödar genom totalt 3 vattendrag innan det når havet efter 107 kilometer. Avrinningsområdet består mestadels av skog (77 procent). Avrinningsområdet har 0,14 kvadratkilometer vattenytor vilket ger det en sjöprocent på 5,3 procent.